# Ashley Spencer

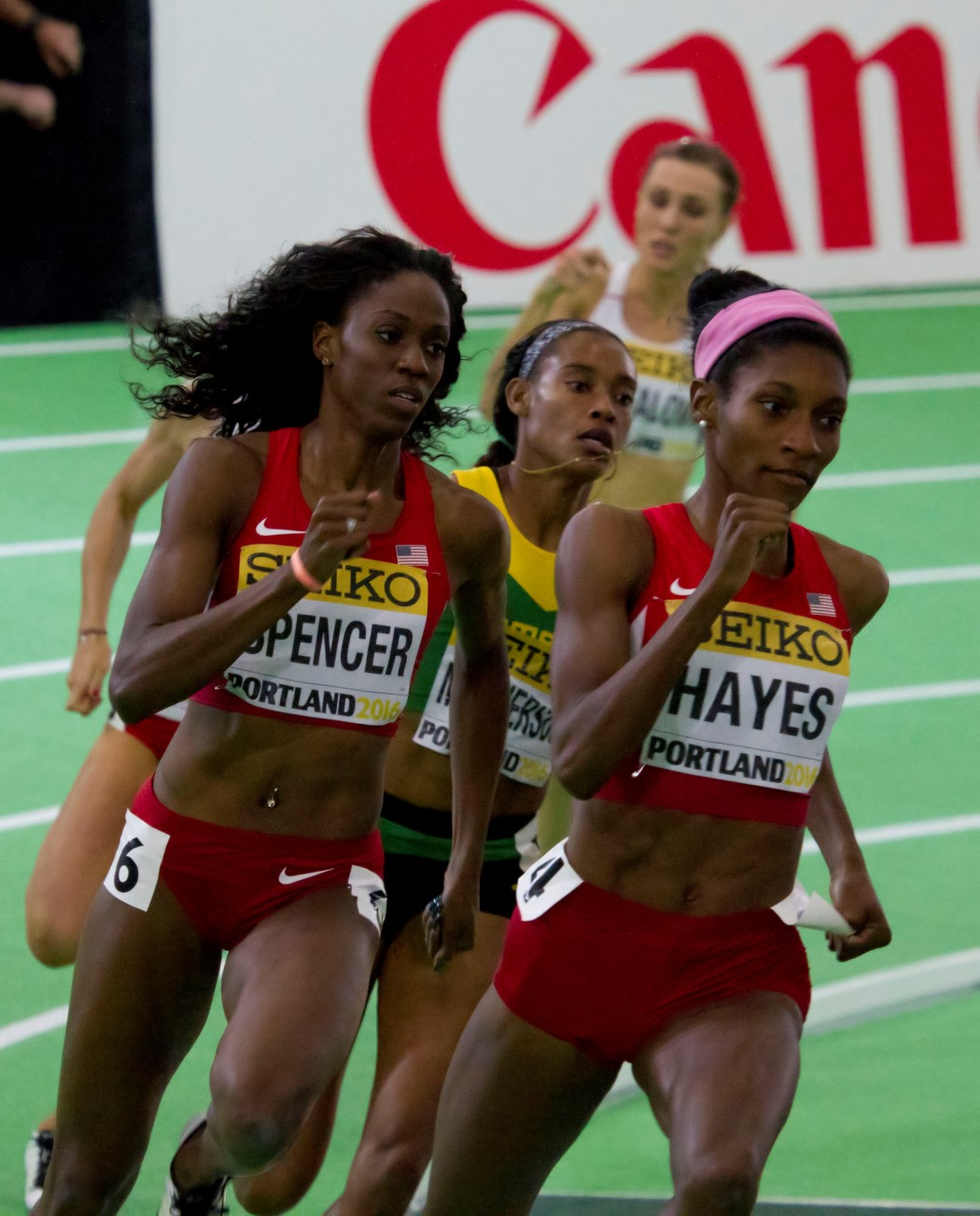
Ashley Spencer (links) bei den Hallenweltmeisterschaften 2016

Ashley Spencer (* 8. Juni 1993) ist eine US-amerikanische Sprinterin, die sich auf den 400-Meter-Lauf spezialisiert hat.
2012 wurde sie für die University of Illinois startend NCAA-Meisterin und gewann dann bei den Juniorenweltmeisterschaften in Barcelona Gold im Einzelbewerb und in der 4-mal-400-Meter-Staffel. 
Im Jahr darauf verteidigte sie ihren NCAA-Titel und wurde Dritte bei den US-Meisterschaften. Bei den Weltmeisterschaften 2013 in Moskau erreichte sie über 400 Meter das Halbfinale und gewann mit dem US-Team Silber in der 4-mal-400-Meter-Staffel.
Ashley Spencer wird von Tonja Buford-Bailey trainiert. Ihr Onkel Steve Smith war als Hochspringer erfolgreich.
Bei den Olympischen Spielen 2016 in Rio de Janeiro gewann sie mit 53,72 s die Bronzemedaille über 400 Meter Hürden.

## Persönliche Bestzeiten
- 200 m: 22,92 s (+0,1 m/s), 19. April 2014, Waco
  - Halle: 22,94 s, 4. Februar 2017, Lincoln
- 400 m: 50,28 s, 7. Juni 2013, Eugene
  - Halle: 51,27 s, 9. März 2013, Fayetteville
- 400 m Hürden: 53,11 s, 25. Juni 2017, Sacramento und 28. Juli 2019, Des Moines